# 法赫德·贾西姆·弗拉杰
法赫德·贾西姆·弗拉杰（Fahd Jassem al-Freij，1950年1月—）是一名叙利亚军事人物，哈马省人。1950年1月出生，屬遜尼派。2011年8月8日，他被任命为军队的总参谋长。2011年12月，变节的军官报道说，在弗雷伊担任参谋长以前，他指挥军队在德拉、伊德利卜与哈马镇压抗议活动。2012年2月，有报道说他的权力受到了巴沙尔·阿萨德核心圈的限制。2012年7月18日被总统巴沙尔任命为国防部部长，以接替被炸身亡的达乌德·拉基哈，同时担任军队的副总司令。